# Thalassiodracon hawkinsi
Il talassiodracon (Thalassiodracon hawkinsi) è un rettile marino estinto, appartenente ai plesiosauri. Visse all'inizio del Giurassico inferiore (Hettangiano, circa 200 milioni di anni fa). I suoi resti sono stati ritrovati in Inghilterra. È considerato uno dei primi plesiosauri.

## Descrizione
Come tutti i plesiosauri, anche questo animale possedeva zampe simili a pagaie per nuotare nel mare e un collo lungo grazie al quale poter arpionare i pesci. Il collo del talassiodracon, tuttavia, era leggermente più corto rispetto a quello dei plesiosauri successivi: le vertebre cervicali erano comprese tra 27 e 31, mentre quelle di Plesiosaurus erano 35 - 37. Il cranio, inoltre, era insolitamente corto e dotato di lunghi denti. Le orbite erano molto grandi e dotate di anelli sclerotici.
Una tomografia computerizzata di un cranio eccezionalmente conservato, e l'esame di altri esemplari precedentemente non descritti (o brevemente descritti), hanno permesso di raccogliere nuovi dati anatomici (Benson et al., 2011). Thalassiodracon possedeva una cresta dorsomediana sulla premascella, un rigonfiamento sull'osso squamoso, quattro denti premascellari, e una dentatura mascellare eterodonte. Diverse caratteristiche di Thalassiodracon, compreso il bulbo squmosale, la parte anteriore ampia degli pterigoidei, la dentatura eterodonte, e singoli forami sulla superficie laterale dell'esoccipitale, sono plesiomorfici o rappresentano sinapomorfie pliosauroidi. Con i pliosauroidi, Thalassiodracon condivide un parietale che si estende anteriormente, un'ampia terminazione posteriore della premascella, e un breve processo posteroventrale del postorbitale (come Hauffiosaurus e i pliosauridi).

## Classificazione
Descritto per la prima volta da Richard Owen nel 1838 sotto il nome di Plesiosaurus hawkinsii, questo animale è stato a lungo considerato a tutti gli effetti una specie primitiva di Plesiosaurus. Solo nel 1996 Storrs e Taylor pubblicarono uno studio in cui si illustrava chiaramente che questa specie differiva notevolmente dalle altre ascritte al genere Plesiosaurus, e pertanto doveva essere inclusa nel nuovo genere Thalassiodracon (che significa semplicemente “drago di mare”). Si ritiene che questo animale fosse uno dei più antichi rappresentanti del gruppo dei plesiosauri, forse ancestrale alla superfamiglia dei pliosauroidi (ovvero i plesiosauri a collo corto).

## Stile di vita
Date le sue caratteristiche corporee, il talassiodracon era senza dubbio un predatore marino; le grandi orbite e gli anelli sclerotici hanno permesso agli scienziati di formulare varie ipotesi riguardo al suo stile di vita. Probabilmente questi anelli servivano a rinforzare gli occhi quando l'animale scendeva a grandi profondità, ma più probabilmente il talassiodracon viveva in prossimità della superficie. Le grandi orbite, quindi, erano probabilmente un adattamento alla scarsa luminosità notturna o alla visione subacquea in zone torbide.